# Anna Barbaro
Anna Barbaro (Melito di Porto Salvo, 27 marzo 1985) è una triatleta italiana, specializzata nella categoria PTVI per atleti ipovedenti o non vedenti.

## Carriera
Anna Barbaro è nata a Melito di Porto Salvo, in Calabria, il 27 marzo 1985. Da ragazza ha studiato musica e ingegneria e suonava il violino in un'orchestra, finché a 25 anni ha perso la vista a causa di una malattia e si è avvicinata allo sport.

Ha iniziato nel 2011 a praticare nuoto in vasca, e nel 2014 ha vinto un oro e due argenti ai XXXVII Campionati Italiani Assoluti Estivi di Bari di nuoto paralimpico categoria S12, conquistando in particolare il titolo di campionessa italiana nella gara dei 100 m dorso S12 con il tempo di 1’56″15.
Trovava però noioso nuotare sempre in vasca al chiuso, e per questo ha iniziato a praticare il nuoto in acque libere; nel 2013 e 2014 ha partecipato alla traversata dello stretto di Messina, anche per sensibilizzare l'opinione pubblica verso il nuoto per disabili.
A partire dal 2015 ha iniziato a partecipare a gare di paratriathlon, inizialmente in competizioni supersprint e poi su distanze maggiori e, con il supporto della Federazione Italiana Triathlon, ha deciso di allenarsi per partecipare ai Giochi paralimpici di Tokyo.
Nel 2018 ha conquistato la medaglia di bronzo ai Campionati europei di paratriathlon categoria PTVI a Tartu. L'anno successivo ha ripetuto la stessa prestazione, arrivando terza ai Campionati europei di Valencia insieme alla guida Charlotte Bonin, ex triatleta olimpica.
Ad agosto 2021, sempre insieme alla guida Charlotte Bonin, Barbaro ha conquistato la medaglia d'argento nel triathlon PTVI ai Giochi paralimpici di Tokyo alle spalle della spagnola Susanna Rodriguez, e a novembre dello stesso anno è arrivata seconda ai Campionati mondiali di Abu Dhabi, nuovamente alle spalle di Susana Rodriguez.
A dicembre 2021 Barbaro si è sposata con il suo compagno e a Pasqua 2022 ha annunciato la sua gravidanza, dando alla luce una bambina l'ottobre successivo. Anche Charlotte Bonin ha avuto una bambina a marzo 2023, ma pochi mesi dopo il parto le due atlete hanno ripreso ad allenarsi assieme con l'obiettivo di partecipare ai Giochi paralimpici di Parigi a settembre 2024..
A Parigi, Barbaro e Bonin hanno concluso la gara di triathlon PTVI in decima posizione. Vincitrice della gara è stata nuovamento la spagnola Rodriguez, seguita dall'italiana Francesca Tarantello e dalla tedesca Anja Renner.

## Palmarès
2018
- Bronzo ai Campionati europei di paratriathlon

2019
- Bronzo ai Campionati europei di paratriathlon

2021
- Argento ai XVI Giochi paralimpici estivi nel paratriathlon
- Argento ai Campionati mondiali di paratriathlon